# Olèrdola
Olèrdola  es un municipio de la comarca del Alto Panadés, provincia de Barcelona, comunidad autónoma de Cataluña, España.

## Geografía

Localización de Olèrdola dentro del Alto Panadés

Integrado en la comarca de Alto Panadés, su capital, Sant Miquel d'Olèrdola, se sitúa a 54 kilómetros de Barcelona. El término municipal está atravesado por la autopista del Mediterráneo (AP-7), por la carretera nacional N-340 en el pK 1215, por la autovía autonómica C-15 (Villafranca del Panadés-Villanueva y Geltrú) y por carreteras locales que permiten la comunicación con Avinyonet, Olivella y Villafranca del Panadés. 
El territorio es montañoso, sobre todo en la parte meridional, que se extiende por las vertientes occidentales del macizo de Garraf, donde se alcanzan los 465 metros en el monte del Àliga, en el límite entre los términos de Olèrdola y de Canyellas. También es importante el monte del Papiol (383 metros), cerca del límite con Avinyonet. La red hidrográfica se dirige casi toda hacia la riera de Canyelles, por medio de diferentes cursos.
| Noroeste: Villafranca del Panadés                         | Norte: San Cugat Sasgarrigas        | Nordeste: Avinyonet        |
| Oeste: Villafranca del Panadés y Santa Margarita y Monjós |                                     | Este: Avinyonet y Olivella |
| Suroeste: Santa Margarita y Monjós                        | Sur: Canyellas y Castellet y Gornal | Sureste: Olivella          |

## Demografía
Olèrdola cuenta con una población de 3946 habitantes (INE 2024).
| Gráfica de evolución demográfica de Olèrdola entre 1842 y 2021 |
| |
| Población de derecho según los censos de población del INE. Población de hecho según los censos de población del INE.En este censo se denominaba Olerdola y Viladellops: 1842. Entre el censo de 1857 y el anterior, crece el término del municipio porque incorpora a Mojá y Sant Pere Molanta. |

### Núcleos de población
El municipio está formado por ocho núcleos o entidades de población. Lista de población por entidades: 
| Entidad de la población                      | Habitantes (2022) |
| -------------------------------------------- | ----------------- |
| Can Trabal                                   | 505               |
| Daltmar                                      | 734               |
| Moja                                         | 1410              |
| Polígono industrial de Sant Pere Molanta, El | 9                 |
| Polígono industrial el Clot de Moja          | 2                 |
| Sant Miquel d'Olèrdola                       | 419               |
| Sant Pere Molanta                            | 752               |
| Viladellops                                  | 53                |

## Administración y política
| Periodo   | Nombre                 | Partido |
| --------- | ---------------------- | ------- |
| 1979-1983 | Felipe Vilella Bru     | E.I.O   |
| 1983-1987 | Ramon Batlle Curto     | E.I.O.  |
| 1987-1991 | Ramon Batlle Curto     | ADIDO   |
| 1991-1995 | Rossend Montané Ferrer | CiU     |
| 1995-1999 | Josep Mir Valles       | CiU     |
| 1999-2003 | Josep Mir Valles       | CiU     |
| 2003-2007 | Josep Tort Miralles    | ApO*    |
| 2007-2011 | Josep Tort Miralles    | ApO*    |
| 2011-2015 | Josep Tort Miralles    | ApO*    |
| 2015-2019 | Lucas Ramírez Búrdalo  | ApO*    |
| 2019-2023 | Lucas Ramírez Búrdalo  | ApO*    |
| 2023-act. | Fina Mascaró Bujaldón  | ERC     |

## Patrimonio

### Castillo de Olérdola
Pertenece al Museo de Arqueología de Cataluña. En él se encuentra la iglesia románica de San Miguel de Olérdola.

### Torre de Moja
Torre primitiva de defensa circular. En su entorno es donde creció el núcleo de Moja. 

### El Santo Sepulcro
Recinto privado, cerca de San Miguel de Olérdola. Es una iglesia románica con planta circular que forma parte del patrimonio artístico e histórico del municipio. Data de 1061 y contiene pinturas al fresco.

### Iglesia de San Jaime de Moja
Iglesia de una nave con tres tramos, ábside semicircular. Coronada por un campanario prismático, fachada de arcos ciegos, rosetón y portal con arquivoltas. Situada en la plaza principal del municipio, la plaça de l'esglèsia.

### Iglesia de San Pedro Molanta
Data de 991, totalmente reconstruida en 1774. Edificio de tres naves con cabecera rectangular. Fachada de estilo barroco popular. Al lado, en el antiguo palacio Molanta, se han encontrado dos tumbas antropomorfas.

### Iglesia de San Miguel de Olérdola
Construida entre 1885 y 1889 para sustituir a la iglesia del castillo de Olèrdola. Está compuesta por una nave semicircular con campanario octogonal y ventanales de arco apuntado.

### Ciudad antigua de Olérdola

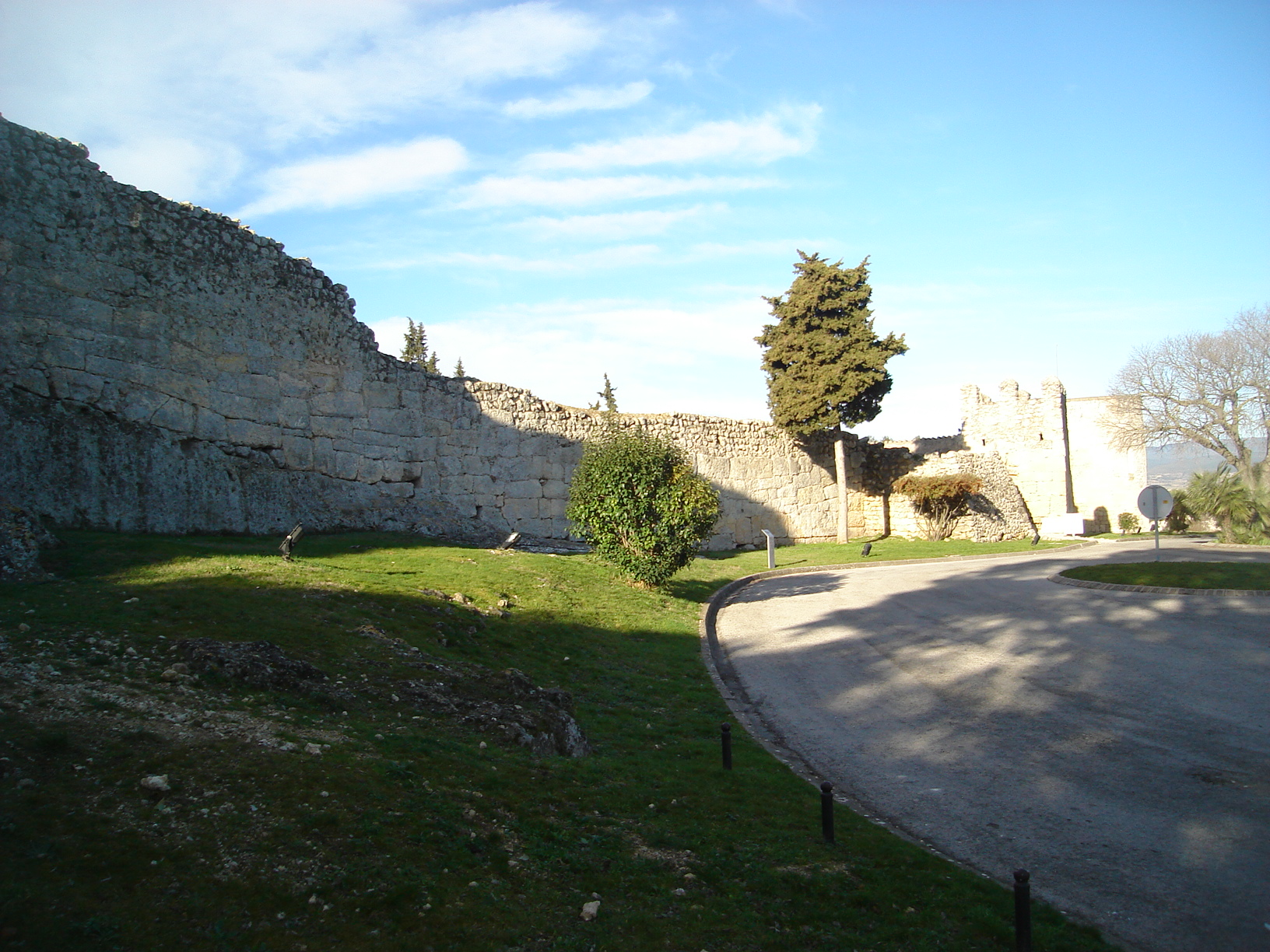
Muralla romana d'Olèrdola

Pasado el pueblo de San Miguel de Olérdola se toma un desvío que lleva hasta la colina de San Miguel de Olérdola, de 358 m de altura, donde se encuentra la ciudad antigua amurallada. En tiempos pasados se la conocía también con el topónimo de Olérdula. En un documento del 979 es nombrada como civitate Olerdula.
Debió ser un asentamiento íbero desmantelado, arruinado y olvidado pero conocido por los romanos; estos habitaron el lugar desde el siglo II a. C. La ciudad volvió a entrar en la historia en el año 930 cuando el conde Suñer I trató de repoblar la zona y en especial esta posición estratégica y buena para la defensa, que habría de servir como atalaya avanzada contra la invasión musulmana y que llegó a ser enclave militar hasta la conquista de Tarragona, ganada a los árabes en 1089.
Durante ese período mantuvo la categoría de capital del Panadés y condado. Tras la conquista de Tarragona perdió su importancia estratégica y más tarde en 1108 fue destruida por los almorávides. Fue repoblada de nuevo, pero sus habitantes empezaron a establecerse en lugares más llanos, con miras al desarrollo de la agricultura y de esta manera surgió la ciudad de Villafranca del Panadés.
El lugar estuvo bien defendido desde época romana por una muralla de dos metros de espesor que recuerda bastante a la de Tarragona y que fue rehecha en los siglos IX-X. Según puede leerse en un documento guardado en el archivo de la catedral de Barcelona, el conde Suñer I mandó reconstruir el castro de Olérdula y fue, junto con el obispo de Barcelona Teuderico, el promotor de la iglesia de San Miguel, que se construyó dentro del recinto. En dicha escritura se cita que en 991 el obispo de Barcelona Vivas acudió a confirmar las rentas y término de la iglesia.

#### Los monumentos
Dentro del recinto amurallado se encuentra un centro de interpretación con materiales prehistóricos, iberos, romanos y medievales. En otro lugar pueden verse unos cuantos silos excavados en la roca y un sistema de canales que recogían el agua de la lluvia y la conducían a una cisterna construida así mismo en la roca con capacidad para 328 metros cúbicos. En el lugar más alto están las ruinas del castillo mandado edificar por Suñer I en el siglo X, probablemente sobre las anteriores ruinas de un castro. Muy cerca se puede ver la iglesia de origen mozárabe de San Miguel de Olérdola.
Fuera del recinto amurallado se encuentra un barrio medieval llamado el Pla dels Albats, con las ruinas de una capilla románica y uno de los conjuntos de tumbas antropomorfas más importantes de Cataluña. A un kilómetro de distancia está la ermita del Santo Sepulcro, de planta circular y con pinturas murales románicas arcaicas.

#### La iglesia de San Miguel
Se alza en la parte más alta del emplazamiento de la antigua ciudad de Olérdula. Se reconocen en el edificio tres zonas distintas de construcción: La primitiva, hacia 930, otra parte de nave única y cabecera cuadrada que pudo haberse ampliado hacia el 991. La tercera transformación fue sobre esta última y consistió en un alzado de sus paredes y un cimborrio, más otros cambios románicos que se harían probablemente después de la invasión de los almorávides, en 1108. Más tarde, a finales del siglo XIX, se construyó la actual iglesia de San Miguel en el núcleo nuevo de la población al pie de la montaña donde se encontraba el antiguo.